# 波亞納鄉 (加拉茨縣)
45°59′01″N 27°14′59″E / 45.98361°N 27.24972°E
波亞納鄉（羅馬尼亞語：Comuna Poiana, Galați），是羅馬尼亞的鄉份，位於該國東部，由加拉茨縣負責管轄，處於布加勒斯特以北200公里，每年平均降雨量919毫米，海拔高度249米，2007年人口1,887。